# Ailanthus altissima

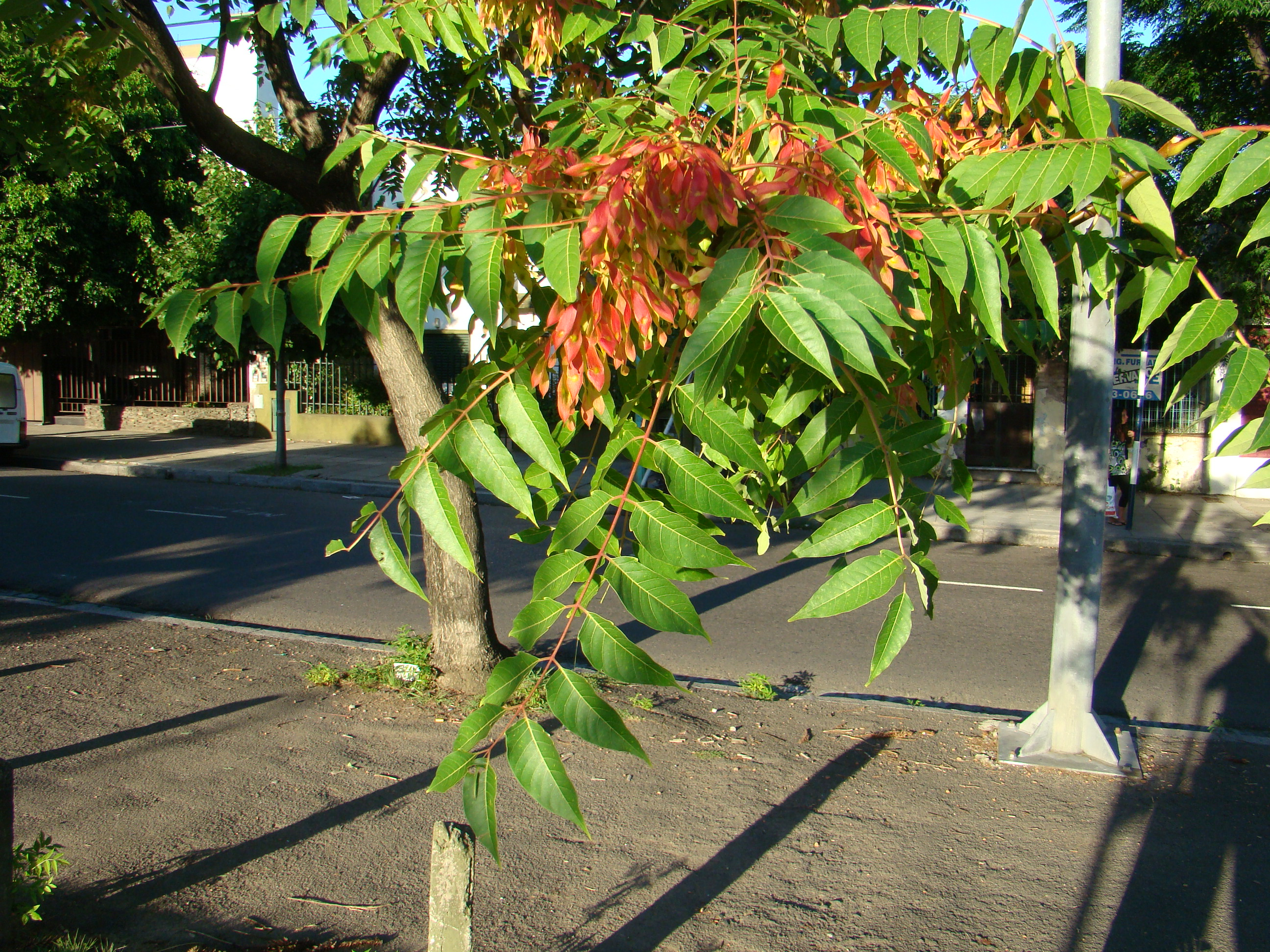
A. altissima (detalle).

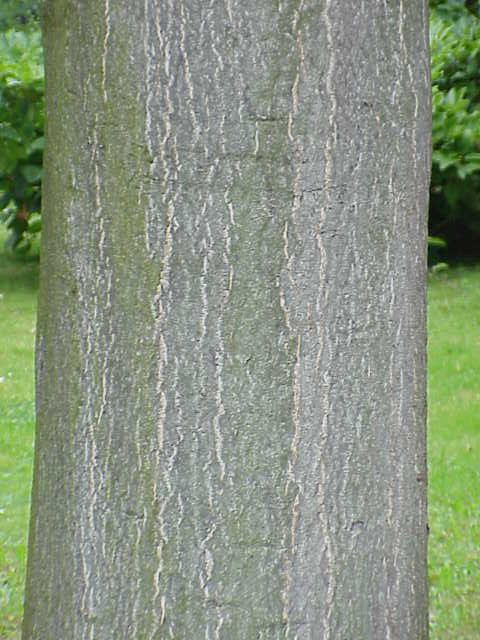
La corteza de A. altissima es gris y lisa, pero se hace rugosa y fisurada longitudinalmente en los árboles adultos

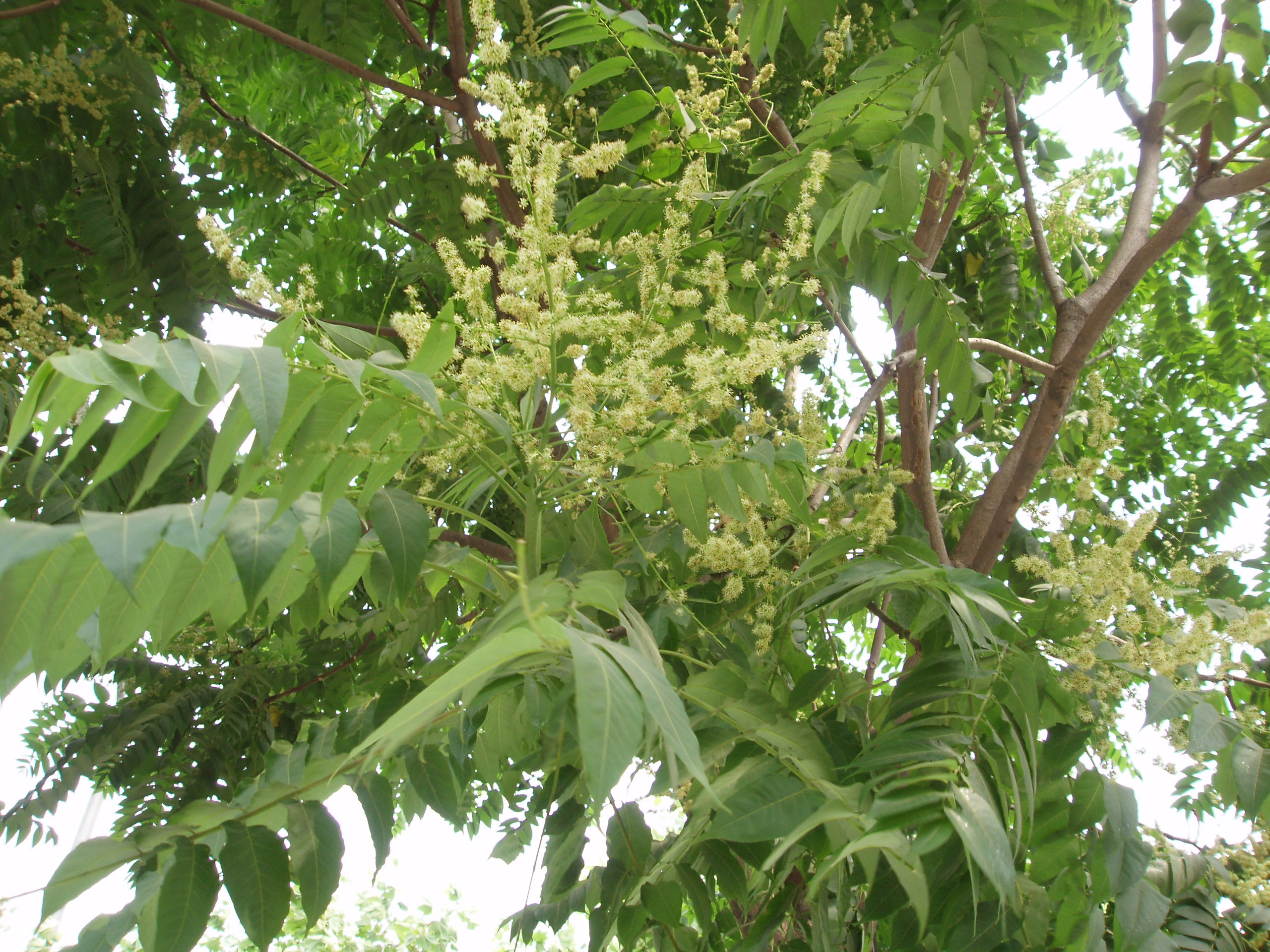
Flores de A. altissima

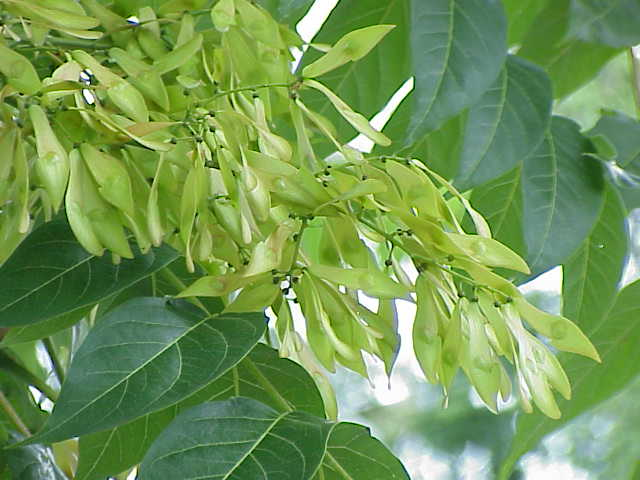
Semillas inmaduras de A. altissima.

Ailanthus altissima, el ailanto, árbol del cielo, árbol de los dioses, malhuele o falso zumaque, es un árbol ornamental muy utilizado en jardines públicos en el sur de Europa, originario de China. De crecimiento rápido, es muy resistente a la contaminación.

## Descripción
Alcanza una talla de 17 hasta 27 metros. Puede llegar a vivir de 40 a 50 años. Es de hoja caduca.
El tronco es de corteza gris y agrietado, con tonos castaños en ejemplares de mayor edad. Posee hojas compuestas de ocho pares de foliolos, largamente pecioladas; desprenden el olor desagradable que caracteriza a esta especie. El fruto es una sámara que se dispersa de forma muy eficiente; manteniéndose muchas veces en al árbol cuando ha perdido ya toda la hoja, en espera de ráfagas de viento.
Se introdujo desde China a mediados del siglo XVIII, por su crecimiento rápido, y siguiendo la moda china de la época, con la intención de repoblar los montes, sin embargo, la mala calidad de la madera y sus desfavorables características hicieron fracasar el proyecto.
Es un buen colonizador de espacios degradados (solares, descampados), creciendo incluso entre el balasto del tendido ferroviario.

## Especie invasora
En España, y otras muchas áreas como Australia, Estados Unidos o el sur de Europa, se ha convertido en una especie silvestre invasora por su rápido crecimiento y su capacidad para prosperar en cualquier lugar, formando densas arboledas en los márgenes de las carreteras. Debido a su potencial colonizador y constituir una amenaza grave para las especies autóctonas, los hábitats o los ecosistemas, esta especie ha sido incluida en el Catálogo Español de Especies Exóticas Invasoras, regulado por el Real Decreto 630/2013, de 2 de agosto, estando prohibida en España su introducción en el medio natural, posesión, transporte, tráfico y comercio.
Las características bioecológicas de la especie la convierten en altamente invasora: es resistente a la contaminación y a gran parte de inclemencias ambientales, produce una enorme cantidad de frutos cada año, y tiene una gran capacidad de rebrote. Además, afecta de forma directa a la organización y al funcionamiento del ecosistema en el que se instaura, ya que reduce la cobertura vegetal del estrato herbáceo por la proyección de sombra y la liberación de sustancias alelopáticas a través de sus raíces, incrementa la cobertura del estrato arbóreo, reduce la biodiversidad y la riqueza de especies e incrementa la dominancia en favor de sí mismo.

## Usos

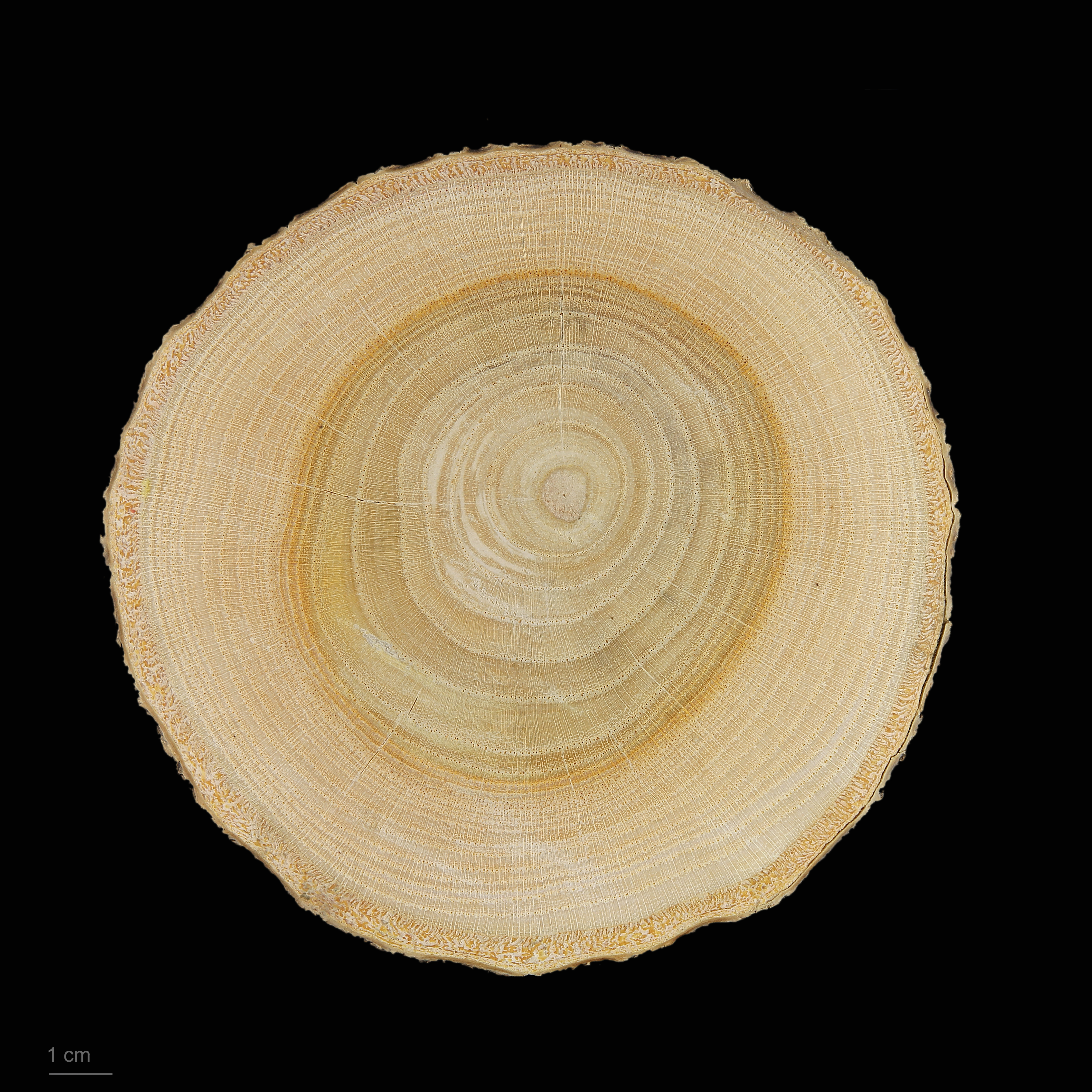
Ailantus altissima - MHNT

Principios activos: contiene glucósidos, resina, esencia acre, taninos, mucílagos.
Indicaciones: es astringente, antihelmíntico, antidiarréico, rubefaciente, emético. Debe actuarse con prudencia en su empleo por vía interna, ya que una dosis excesiva tiene en primer lugar un efecto purgante y después emético.
Otros usos: las hojas se utilizan para fabricación de papel y como colorante amarillo para la lana. Sus hojas sirven de alimento a un tipo de gusano de seda (Samia cynthia).

## Taxonomía
Las primeras descripciones científicas del ailanto se hicieron poco después de que se introdujo en Europa por el jesuita francés Pierre Nicholas d'Incarville. D' Incarville había enviado semillas desde Pekín a través de Siberia a su amigo el botánico Bernard de Jussieu en la década de 1740. Se creyó que las semillas enviadas por d'Incarville eran de un árbol parecido y de gran importancia económica, el Toxicodendron vernicifluum, que había observado en la región del bajo Yangtsé, más que del ailanto. D' Incarville adjuntó una nota que indicaba esto, lo que causó gran confusión taxonómica en los siguientes decenios. En 1751, Jussieu plantó algunas semillas en Francia y envió a otras a Philip Miller, el superintendente del Chelsea Physic Garden, y a Philip C. Webb, el dueño de un jardín de plantas exóticas en Busbridge, Inglaterra.
La confusión en el nombre comenzó cuando el árbol fue descrito por los tres hombres con tres nombres diferentes. En París, Linneo dio a la planta el nombre de Rhus succedanea, mientras que popularmente era conocido como grand vernis du Japon. En Londres, las muestras fueron llamadas por Miller Toxicodendron altissima y en Busbridge fue llamado en el antiguo sistema de clasificación como Rhus Sinese foliis alatis. Hay registros existentes de la década de 1750 de disputas sobre el nombre adecuado entre Philip Miller y John Ellis, curador del jardín de Webb en Busbridge. Más que resolver la cuestión, pronto aparecieron más nombres para la planta: Jakob Friedrich Ehrhart observó una muestra en Utrecht en 1782 y la llamó Rhus cacodendron.
La cuestión fue aclarada un poco en 1788 cuando René Louiche Desfontaines observó las sámaras de los especímenes de París, que todavía hayan sido etiquetados como Rhus succedanea, y llegó a la conclusión de que la planta no era un zumaque. Publicó un artículo con una descripción ilustrada y le dio el nombre de Ailanthus glandulosa, colocándolo en el mismo género que las especies tropicales entonces conocidas como A. integrifolia (hoy, A. triphysa). El nombre se deriva de la palabra ambonesa Ailanto, que significa "árbol de cielo" o "árbol que alcanza el cielo". Le dio como nombre específico glandulosa en referencia a las glándulas en las hojas; ese nombre perduró hasta fecha tan tardía como 1957, pero al final resultó inválido por un homónimo tardío a nivel de especie. El nombre de la especie actual proviene de Walter T. Swingle que fue contratado por el Departamento de Estados Unidos de Industria de Plantas. Decidió transferir el nombre específico más antiguo de Miller al género de Desfontaines, dando como resultado el nombre hoy aceptado de Ailanthus altissima. Altissima es la expresión en latín que quiere decir "el más alto", y se refiere a las alturas que el árbol puede alcanzar. A veces a esta planta se le llama, incorrectamente, con el epíteto específico en la forma masculina (glandulosus o altissimus), pero no es correcto porque los botánicos, como en el latín clásico, tratan a la mayoría de los nombres de árboles en femenino.
Variedades
Hay tres variedades de A. altissima:
- Ailanthus altissima var. altissima, que es la variedad tipo y es originaria de China continental.
- Ailanthus altissima var. tanakai, que es un endemismo de las tierras altas del norte de Taiwán. Difiere del tipo en que tiene una corteza amarillenta, hojas extrañamente pinnadas que también son de promedio más cortas con 45-60 cm de largo con solo 13–25 fascículos parecidos a una hoz.[8][9][10] Está incluido en la Lista Roja de la UICN de especies amenazadas debido a la pérdida de hábitat por la construcción y las plantaciones industriales.[11]
- A. altissima var. sutchuenensis, que se diferencia en que tiene ramillas rojas.[8][9]

Sinonimia

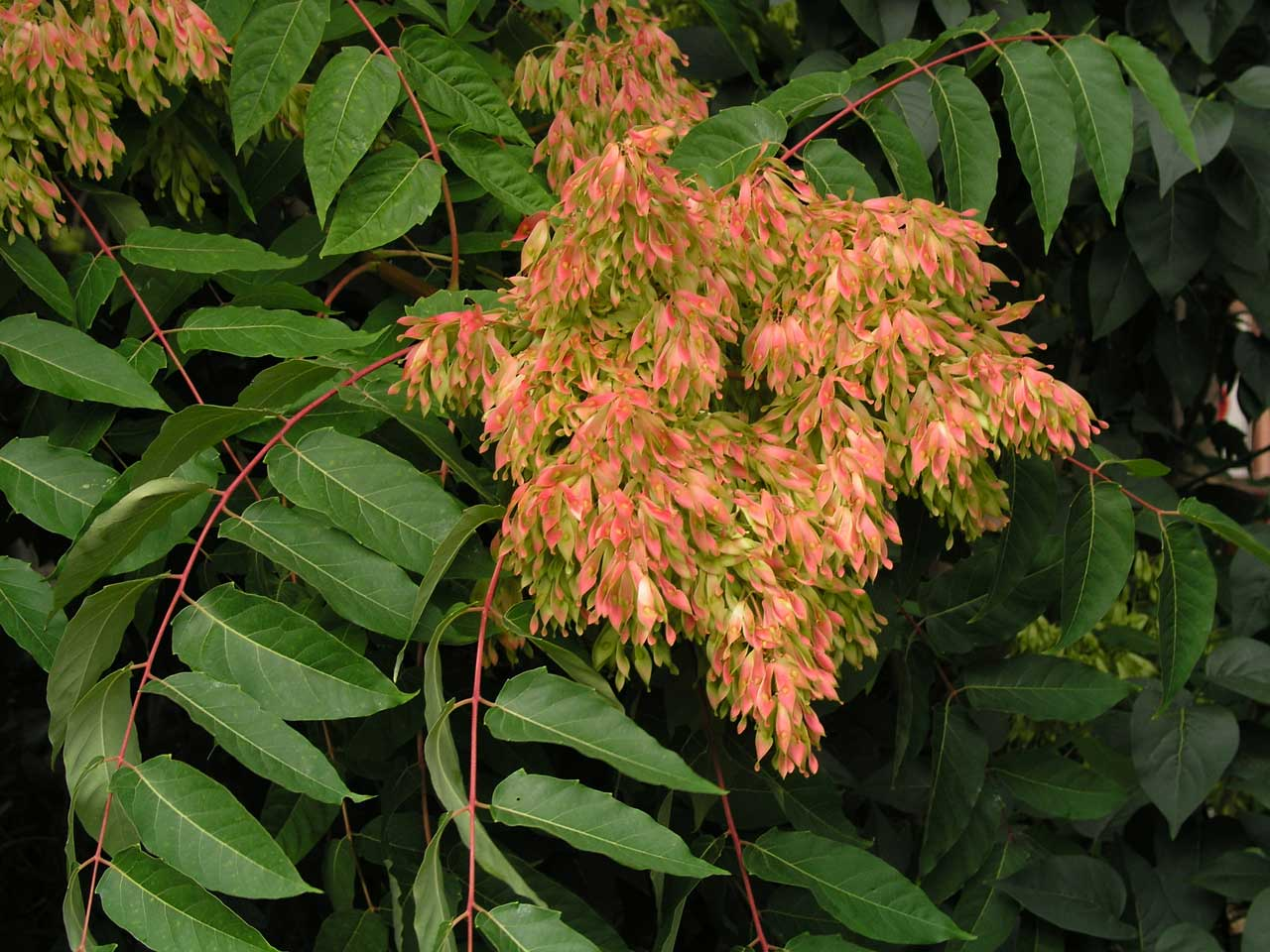
Un ejemplar femenino de A. altissima con una intensa carga de semillas maduras.

- Ailanthus cacodendron (Ehrh.) Schinz & Thell.
- Ailanthus erythrocarpa Carrière
- Ailanthus giraldii Dode
- Ailanthus giraldii var. duclouxii Dode
- Ailanthus glandulosa Desf.
- Ailanthus glandulosa var. erythocarpa (Carrière) Mouill.
- Ailanthus glandulosa f. erythocarpa (Carrière) C.K.Schneid.
- Ailanthus glandulosa f. rubra Dippel
- Ailanthus glandulosa var. spinosa M. Vilm. & Bois
- Ailanthus guangxiensis S.L.Mo
- Ailanthus japonica K.Koch
- Ailanthus japonica Dippel
- Ailanthus peregrina (Buc'hoz) F.A.Barkley
- Ailanthus pongelion J.F.Gmel.
- Ailanthus procera Salisb.
- Ailanthus rhodoptera F.Muell.
- Ailanthus sinensis Dum.Cours.
- Ailanthus sutchuensis Dode
- Ailanthus vilmoriniana Dode
- Ailanthus vilmoriniana var. henanensis J.Y.Chen & L.Y.Jin
- Albonia peregrina Buc'hoz
- Choerospondias auriculata D.Chandra
- Pongelion cacodendron (Ehrh.) Farw.
- Rhus cacodendron Ehrh.
- Toxicodendron altissimum Mill.

var. altissima
- Pongelion glandulosum (Desf.) Pierre

var. sutchuenensis (Dode) Rehder & E.H.Wilson
- Ailanthus cacodendron var. sutchuenensis (Dode) Rehder & E.H. Wilson
- Ailanthus glandulosa var. sutchuenensis (Dode) Rehder
- Ailanthus sutchuenensis Dode

var. tanakae (Hayata) Kaneh. & Sasaki
- Ailanthus glandulosa var. tanakae Hayata[12]

## Nombres comunes
- Español: ailanto, ailanto glanduloso, arcacia, barniz del Japón, gandul de carretera, malhuele, noguera loca, oilanto, árbol de la China, árbol del cielo, árbol del Japón, árbol de los dioses, zumaque del Japón, zumaque falso.[13]

## Plagas
Una especie de Lepidoptera nativa de América, Atteva aurea, ha encontrado en el árbol del cielo un hospedero alternativo, causando grandes daños por herbivoría en algunos ejemplares.

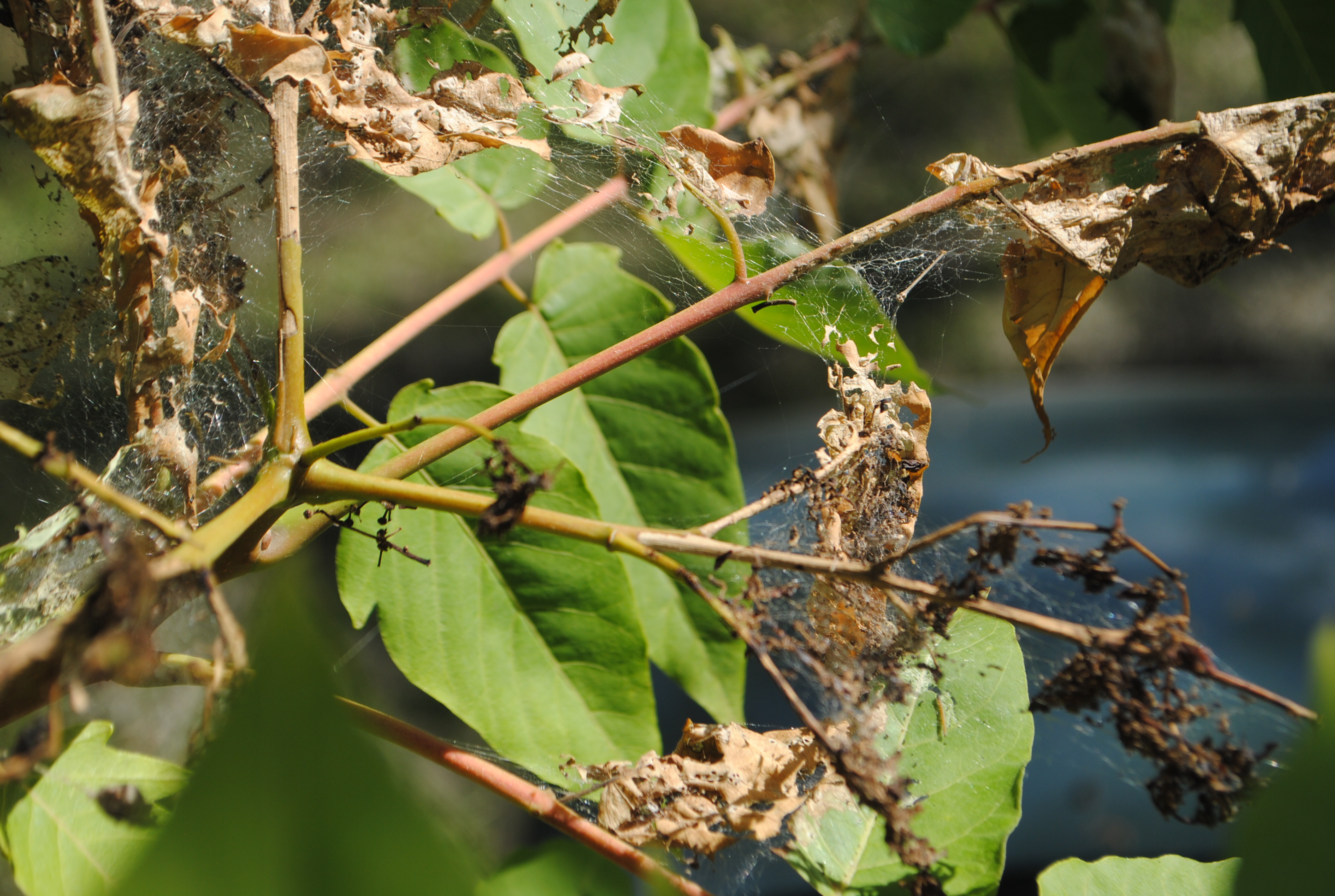
Árbol del cielo afectado por Atteva aurea